# Naturschutzgebiet Walsbachtal
Das Naturschutzgebiet Walsbachtal ist ein 12,6 ha großes Naturschutzgebiet (NSG) südwestlich von Züschen im Stadtgebiet von Winterberg. Das Gebiet wurde 2008 mit dem Landschaftsplan Winterberg durch den Hochsauerlandkreis als NSG ausgewiesen.

## Gebietsbeschreibung
Das NSG besteht aus dem Talbereich des Walsbaches und einem Nebental. Das NSG umfasst die Tallagen mit ihrem Grünland und einigen kleineren Waldbereichen. Das Grünland wird meist mit Rindern beweidet. Neben Nassgrünland am Talgrund befinden sich Magerweiden am Talhang im NSG.

## Schutzzweck
Das Naturschutzgebiet wurde zur Erhaltung und Entwicklung von Grünland und Waldbereichen. Ferner als Lebensraum gefährdeter Tier- und Pflanzenarten ausgewiesen. Wie bei anderen Naturschutzgebieten in Deutschland wurde in der Schutzausweisung darauf hingewiesen, dass das Gebiet „wegen der landschaftlichen Schönheit und Einzigartigkeit“ zum Naturschutzgebiet wurde.